# Partido Laborista (Malta)

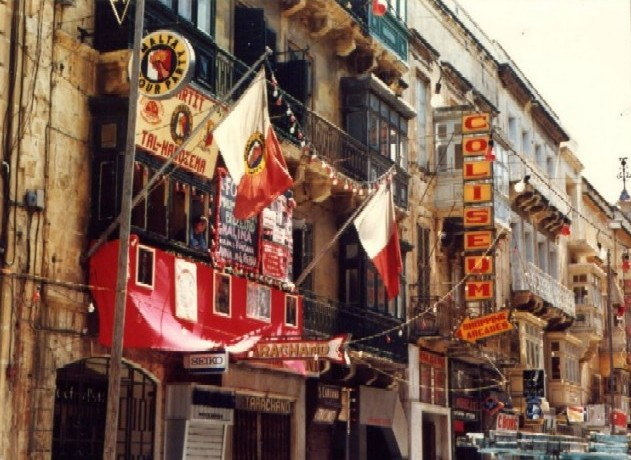
Oficina central del Partido Laborista.

El Partido Laborista (en maltés: Partit Laburista, en inglés: Maltese Labour Party) es un partido político de Malta, de tipo socialdemócrata. Es junto con el Partido Nacionalista (PN), uno de los dos principales partidos políticos de Malta.
Se opuso con matices al ingreso de Malta en la Unión Europea, que se produjo en 2004. No obstante, a posteriori ha ido modificando sensiblemente su posición euroescéptica, hasta que antes de las primeras elecciones europeas en Malta se adscribió al Partido Socialista Europeo. En 2005 votó a favor de la Constitución Europea en la Cámara de Representantes de Malta. Cuenta con 4 de los 6 diputados de Malta en el Parlamento Europeo, miembros del Grupo Parlamentario Socialista en el Parlamento Europeo.
Dispone de 38 diputados (de 67) en la Cámara de Representantes de Malta y su dirigente es Robert Abela.

## Resultados electorales
| Año  | Votos        | %     | Resultado | +/-         | Gobierno             |
| ---- | ------------ | ----- | --------- | ----------- | -------------------- |
| 1921 | 4.742 (#3)   | 23,16 | 7/32      |             | Oposición            |
| 1924 | 4.632 (#3)   | 19,24 | 7/32      | Sin cambios | Oposición            |
| 1927 | 5.011 (#3)   | 14,50 | 3/32      | 4           | Gobierno (coalición) |
| 1932 | 4.138 (#3)   | 8,57  | 1/32      | 2           | Oposición            |
| 1939 | 3.100 (#3)   | 8,82  | 1/10      | Sin cambios | Oposición            |
| 1945 | 19.071 (#1)  | 76,20 | 9/10      | 8           | Gobierno en mayoría  |
| 1947 | 63.145 (#1)  | 59,86 | 24/40     | 15          | Gobierno en mayoría  |
| 1950 | 30.332 (#2)  | 28,58 | 11/40     | 13          | Oposición            |
| 1951 | 40.208 (#1)  | 35,70 | 14/40     | 3           | Oposición            |
| 1953 | 52.771 (#1)  | 44,55 | 19/40     | 5           | Oposición            |
| 1955 | 68.447 (#1)  | 56,73 | 23/40     | 4           | Gobierno en mayoría  |
| 1962 | 50.974 (#2)  | 33,85 | 16/50     | 7           | Oposición            |
| 1966 | 61.774 (#2)  | 43,09 | 22/50     | 6           | Oposición            |
| 1971 | 85.448 (#1)  | 50,84 | 28/55     | 6           | Gobierno en mayoría  |
| 1976 | 105.854 (#1) | 51,53 | 34/65     | 6           | Gobierno en mayoría  |
| 1981 | 109.990 (#2) | 49,07 | 34/65     | Sin cambios | Gobierno en mayoría  |
| 1987 | 114.936 (#2) | 48,90 | 34/69     | Sin cambios | Oposición            |
| 1992 | 114.911 (#2) | 46,50 | 31/65     | 3           | Oposición            |
| 1996 | 132.497 (#1) | 50,72 | 35/69     | 4           | Gobierno en mayoría  |
| 1998 | 124.220 (#2) | 46,97 | 30/65     | 5           | Oposición            |
| 2003 | 134.092 (#2) | 47,51 | 30/65     |             | Oposición            |
| 2008 | 141.888 (#2) | 48,79 | 34/69     | 4           | Oposición            |
| 2013 | 167.533 (#1) | 54,83 | 39/69     | 5           | Gobierno en mayoría  |
| 2017 | 170.976 (#1) | 55,04 | 37/67     | 2           | Gobierno en mayoría  |
| 2022 | 162.707 (#1) | 55,10 | 38/67     | 1           | Gobierno en mayoría  |